# Vammaafushi
Vammaafushi (ou Vahmaafushi) est une petite île inhabitée des Maldives. Elle est située à proximité de l'île plus vaste et habitée de Maafushi.

## Géographie
Vammaafushi est située dans le centre des Maldives, dans l'Est de l'atoll Malé Sud, dans la subdivision de Kaafu. 